# Lilium duchartrei

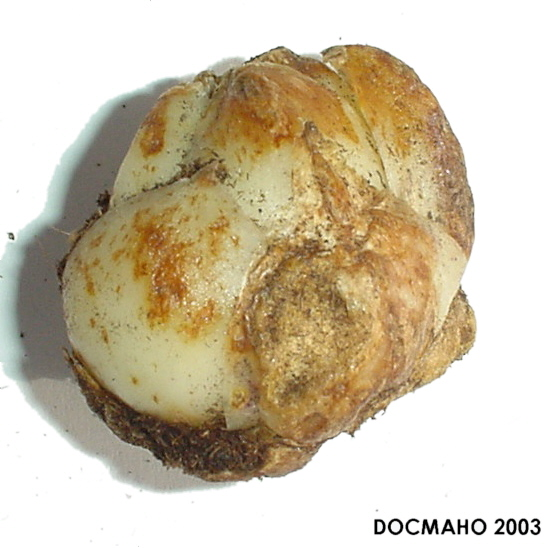
Bulbo da Lilium duchartrei.

Lilium duchartrei (em chinês: 宝兴百合 ) é uma espécie de planta herbácea perene com flor, pertencente à família Liliaceae. A espécie tem a altura variando entre 0,3-1,2 m e floresce a uma altitude de 2 400 a 3 500 m.
A planta é endêmica nas províncias de Gansu, Hubei, Sichuan e Shaanxi na República Popular da China.
A espécie apresenta as seguintes variedades: Lilium duchartrei var. lankongense e Lilium duchartrei var. farreri.